# シド・フィンチ
シド・フィンチ（Sidd Finch, 1956年?-）は、『スポーツ・イラストレイテッド』誌が1985年4月1日号でニューヨーク・メッツの期待の新人として紹介した投手である。時速168マイルにもなる速球とともに、イギリスの孤児院出身・チベットでヨガ修業といった特異な前歴で注目を集めたが、ほどなくこの紹介記事はエイプリル・フールに絡めた創作であり、シド・フィンチは実在しない人物であることが明らかになった。後に記事の著者ジョージ・プリンプトン自身により、記事を元にした小説が刊行されている。

## 記事
1985年初頭、スポーツ・イラストレイテッド誌編集長のマーク・マルヴォイは、その年の4月1日がちょうど刊行日にあたることに気付いた。マルヴォイは該当号では日付にちなんでスポーツ界におけるエイプリル・フールに関する記事を掲載することを計画し、常連寄稿者のジョージ・プリンプトンに記事の執筆を依頼した。しかし一本の記事にするほど事例が見つからず、プリンプトンはマルヴォイの許しを得て、独自の創作記事を書くことにした。
この記事でプリンプトンは、ヘイドン・"シド"・フィンチ（Hayden "Sidd" Finch, シドはシッダールタを縮めたもの）なる人物を紹介した。フィンチはニューヨーク・メッツの練習に参加している新人投手で、片足にハイキング・ブーツを履き、もう一方は裸足で投球する。以前は野球をしたことがなかったが、今ではスポーツの道を選ぶか、フレンチ・ホルンの演奏者となるか思い悩んでいるところである。驚嘆すべき点は、フィンチはそれまでの最高記録を大きく上回る時速168マイルの速球を、肩慣らしもせず、しかも目標に向かって正確に投げることができた点である。メッツのスカウティングレポートでは、フィンチの投げる速球とその制球に対して8点中の9点を与えていた。
フィンチはイギリスの孤児院で育った後、ある考古学者に引き取られた。しかし学者はネパールで飛行機事故で死亡。フィンチはハーバード大学に短期間在学した後、チベットに向かい、偉大な詩聖ミララスパの下でヨガの心身一体の奥義を学び、それがフィンチの驚異の投球の淵源になっているという。
記事にはレニー・ダイクストラの写真や、メッツの実在のコーチであるメル・スタットルマイヤーと語るフィンチの写真も添えられていた。メッツはこのお遊びに協力的で、ユニフォームの貸し出しにも応じた。
フィンチ役を演じたのはイリノイ州オークパークで中学の美術教師をしているジョー・バートンで、スポーツ・イラストレイテッド誌のカメラマンであったレーン・スチュワートの友人だったことからフィンチ役に抜擢された。写真では顔がはっきり写らないような構図が用いられた。

## 反応
この記事の掲載号は1985年3月末に発売された。メッツのファンはひいきのチームがこのような逸材を獲得したことに狂喜し、スポーツ・イラストレイテッド誌には続報を求める声が殺到した。ニューヨークの新聞でスポーツを担当する記者は、メッツの広報責任者のジェイ・ホーウィッツに、スポーツ・イラストレイテッドだけに情報を流すとはどういうことかと苦情を述べた。MLBチームのゼネラルマネージャーの中にはコミッショナーのピーター・ユベロスに電話し、フィンチの速球に立ち向かう打者の安全をどう確保するのかと問い質した。『セントピーターズバーグ・タイムズ』はフィンチ発見のために記者を送り、ラジオのトーク番組では司会者がフィンチの投球を見たと主張した。
メッツはフィンチのロッカーをジョージ・フォスターとダリル・ストロベリーの間に用意していた。しかし4月2日、三大ネットワークのCBS・NBC・ABCと地元セントピーターズバーグの新聞が記者を送る中、アル・ラング・スタジアムで行われた記者会見にはバートンが現れ、引退を発表した。
発端となったスポーツ・イラストレイテッドの記事には"He's a pitcher, part yogi and part recluse. Impressively liberated from our opulent life-style, Sidd's deciding about yoga — and his future in baseball."（投手にしてヨガ行者にして隠遁者 我らが物質文明とは無縁の男・シドの決心 ヨガ、そして野球界での将来）と見出しが付けられており、各語の最初の文字を拾って読むと"Happy April Fools Day - ah(a) fib"（楽しいエイプリルフールを――そう、嘘でした）となる。こうした手がかりもあり、また記事自体が荒唐無稽な内容であったにもかかわらず、フィンチを実在の人物と考えた者は多かった。スポーツ・イラストレイテッド誌は4月8日号ではフィンチが野球を断念したことを小さな記事で伝え、4月15日号では一連の記事が全くの嘘であったことを明かした。